# Grota Mleczna

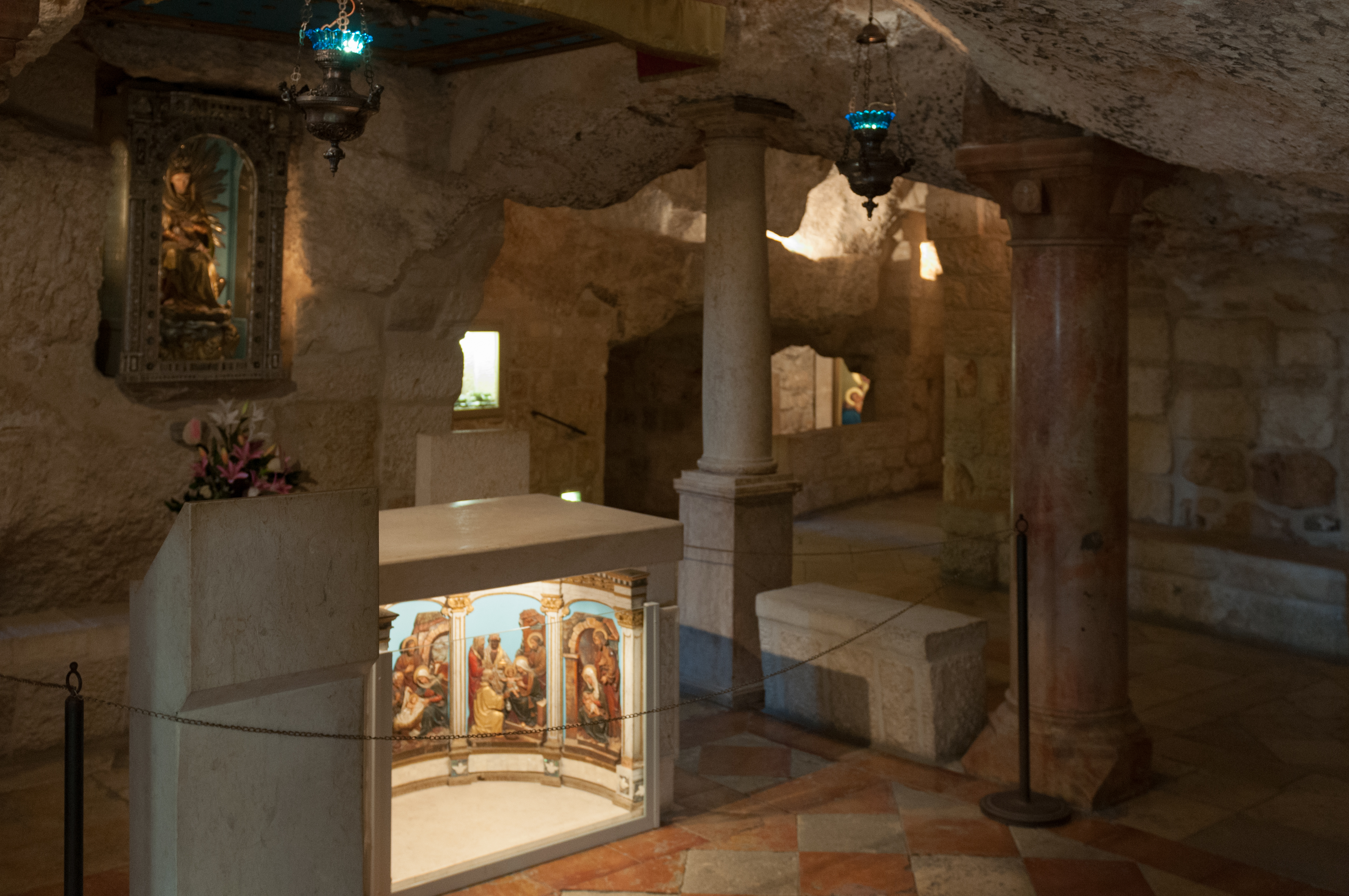
Grota Mleczna

Grota Mleczna (z arab. Magharet es Sitti Mariam, Grota Panny Maryi) – półnaturalna półsztuczna grota w Betlejem, w Palestynie na Pustyni Judzkiej. Od czasów starożytnych chrześcijańskie miejsce pielgrzymkowe, własność Kustodii Ziemi Świętej, sanktuarium maryjne, kościół klasztorny franciszkanów.

## Konotacje biblijne
Nowy Testament jest dosyć skąpy w informacje natury topograficznej dotyczące lokalizacji narodzin Jezusa Chrystusa. Mateusz lakonicznie stwierdza, że „Jezus urodził się w Betlejem w Judei”, Łukasz ze swej strony dodaje, iż Maryja „powiła swego pierworodnego Syna, owinęła go w pieluszki i położyła w żłobie, gdyż nie było dla nich miejsca w gospodzie”. Przy czym należy tutaj wziąć pod uwagę fakt, iż 'brak miejsca' powinien być raczej rozumiany jako niedogodność do przyjęcia brzemiennej, a nie brak życzliwości wobec przybyłych, warunki sanitarne i intymność wobec przypuszczalnej wrogości do obcych. Tekst ewangeliczny nie sugeruje żadnej nieżyczliwości, odmiennie niż w późniejszej tradycji chrześcijańskiej i przede wszystkim polskich kolędach i pieśniach bożonarodzeniowych. Lokalna tradycja judeochrześcijańska, poświadczona później przez pisarzy chrześcijańskich i wzniesienie Bazyliki, wskazywała jako miejsce historycznego wydarzenia znajdującą się na stoku wzgórza we wschodniej części starego miasta – Grotę Narodzenia. 
W dalszym opisie wydarzeń betlejemskich ewangelista Mateusz mówi jednak wyraźnie o konkretnym domu, a nie o przygodnej grocie-stajni: Mędrcy „weszli do domu i zobaczyli Dziecię z Matką Jego, Maryją”. Miejscowe podania, sięgające VI wieku, informowały również o opuszczeniu pierwotnego prowizorycznego schronienia, by ujść przed siepaczami Heroda. W grocie, odległej od Groty Narodzenia o ok. 200 m w linii prostej, nazywanej dzisiaj Grotą Mleczną, Święta Rodzina miała przygotowywać się do wyruszenia do Egiptu. Gdy w pośpiechu Józef ponaglił Maryję, według palestyńskich podań, kilka kropel karmiącej miało upaść na skałę, zmieniając ubarwienie całej groty na białe. W grocie występuje jasny tuf.

## Historia sanktuarium
Relikwie (sproszkowany tuf) z Groty Mlecznej trafiały do Europy i do Bizancjum już w VI wieku. Najbardziej znanymi relikwiarzami są: relikwiarz w Oviedo w Hiszpanii z VII w. oraz drugi pikardyjski z VIII wieku, podarowany Karolowi Wielkiemu. Betlejemski biskup Gerard III miał mieć ze sobą relikwiarz z Groty Mlecznej podczas oblężenia Aszkelonu w 1123. Pobieranie tufu praktykowane było do początku XX wieku. Obecnie istnieją próby wskrzeszenia tej praktyki. Przy sanktuarium znajduje się sala, w której eksponowane są fotografie dzieci z całego świata uzdrowionych lub narodzonych dzięki spożyciu proszku i gorącej modlitwie do Matki Bożej z Groty Mlecznej.
Przez ciągłe pobieranie tufu trudno ustalić pierwotną formę i wielkość Groty Mlecznej. Praktyka ta została dokładnie opisana w 1250. Kult maryjny był szczególnie żywy w czasach krzyżowców, nawet do ok. 1349–1353. Sanktuarium ucierpiało z ręki muzułmanów, którzy zburzyli zarówno klasztor jak i wzniesioną nad grotą kaplicę. Kustodia Ziemi Świętej weszła w posiadanie Groty Mlecznej w 1375. W 1494 franciszkanom udało się odrestaurować samą grotę i postawić w środku ołtarz. W XVI wieku część groty się zawaliła podczas trzęsienia ziemi. Biurokracja osmańska i zabiegi greckich mnichów prawosławnych utrudniały jakiekolwiek prace. Dopiero w 1871 bracia mniejsi, po uregulowaniu wszelkich spraw własnościowych, wybudowali w pobliżu groty oratorium i klasztor, które zachowały się do naszych czasów. W 2006 przeprowadzono sondaże archeologiczne i wybudowano nowy kościół oraz kaplicę wieczystej adoracji według projektu włoskiego architekta Luigiego Leoniego.
Wykopaliska przeprowadzone przez archeologów z Franciszkańskiego Studium Biblijnego w Jerozolimie potwierdziły wcześniejsze przypuszczenia postronnych podróżników i pątników odwiedzających Grotę Mleczną i przyległy teren. Grota była miejscem kultu chrześcijańskiego w okresie bizantyjskim i w czasach wypraw krzyżowych. Zachowały się fragmenty mozaikowej posadzki z V wieku Na mozaice występują motywy krzyża. Odnaleziono również artefakty sięgające epoki żelaza.
Niektóre źródła podają w odniesieniu do Groty Mlecznej, iż była ona miejscem pochówku Świętych Młodzianków. Już w czasach św. Heleny, matki cesarza Konstantyna Wielkiego, która przybyła do Ziemi Świętej w 327–328, istniało poza miastem oratorium dedykowane pamięci tych pierwszych męczenników. Do sanktuarium przychodzą również, oprócz pątników i miejscowych chrześcijan, kobiety muzułmańskie, by prosić o dar mleka dla swoich niemowląt lub o dar uzdrowienia z niepłodności.

## Polonica
W sanktuarium od kwietnia 2009 znajduje się kopia figury Matki Bożej z Ludźmierza.
W kaplicy adoracyjnej na terenie groty znajduje się wykonany przez polskiego złotnika Mariusza Drapikowskiego ołtarz Tryptyk Jerozolimski, nawiązujący do biblijnego tematu zaczerpniętego z Apokalipsy św. Jana.